# Clase Echo
La clase Echo estaba formada por dos buques de vigilancia multipropósito: HMS Enterprise y el HMS Echo de la Marina Real británica.
Los buques tenían la tarea principal de realizar trabajos de reconocimiento en apoyo de las operaciones submarinas y anfibias. La clase también tuvo un papel secundario en las contramedidas de minas. Cada barco desplazaba aproximadamente 3700 toneladas.

## Unidades de la clase
| Nombre         | Número de casco | Estado            | Puesta de quilla    | Botado             | Asignado              | Baja                |
| -------------- | --------------- | ----------------- | ------------------- | ------------------ | --------------------- | ------------------- |
| HMS Echo       | H87             | Fuera de servicio | 19 de junio de 2000 | 4 de marzo de 2002 | 7 de marzo de 2003    | 30 de junio de 2022 |
| HMS Enterprise | H88             | Fuera de servicio | 19 de junio de 2000 | 2 de mayo de 2002  | 17 de octubre de 2003 | 30 de marzo de 2023 |